# Hotelová škola Frenštát pod Radhoštěm
Hotelová škola Frenštát pod Radhoštěm je střední odborná škola ve Frenštátu pod Radhoštěm. Součástí školy je i školní jídelna a domov mládeže. Škola byla založena roku 1897 pod názvem Průmyslová škola pokračovací. Od té doby několikrát změnila název. Škola pro studenty pořádá zahraniční stáže a zájmové útvary.

## Názvy školy
- 1897–1911 – Průmyslová škola pokračovací
- 1911–1921 – Živnostenská škola pokračovací
- 1921–1945 – Odborná živnostenská škola
- 1945–1951 – Základní odborná škola
- 1952–1978 – Učňovská škola
- 1978–1982 – Střední odborné učiliště
- 1982–1994 – Střední odborné učiliště společného stravování
- 1994–2006 – Integrovaná střední škola – centrum odborné přípravy
- 2006–2012 – Střední škola hotelnictví a gastronomie
- od 1. 1. 2013 – Hotelová škola

## Současnost
V roce 2020 byla ředitelkou Mgr. Andrea Tobolová. Zástupkyní ředitele pro teoretické vyučování byla Mgr. Bohuslava Krupicová, zástupkyní ředitele pro praktické vyučování a školské služby Mgr. Jitka Táborská a zástupkyní ředitele pro ekonomiku byla Ing. Martina Synková.

## Studijní obory
Na škole byly otevřeny tyto středoškolské studijní obory:

### S maturitou
- Hotelnictví (od 1. 9. 2019)
- Cestovní ruch (od 1. 9. 2019)

### S výučním listem
- Kuchař-číšník
- Cukrář[6][7]

### Nástavba
- Podnikání

## Vývoj počtů žáků a zaměstnanců
Zdroj:

## Galerie

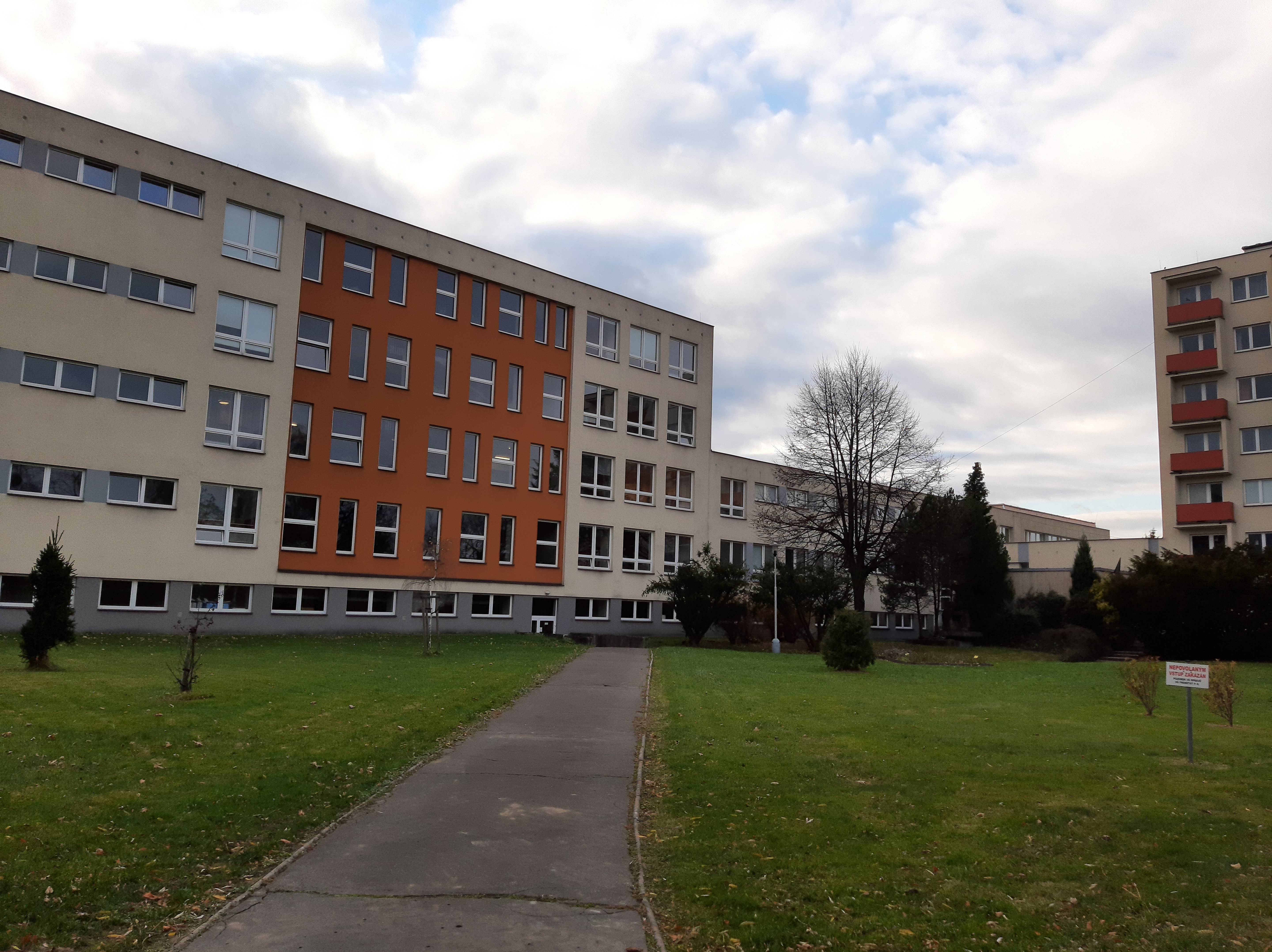
Budova s třídami (v pozadí internát)
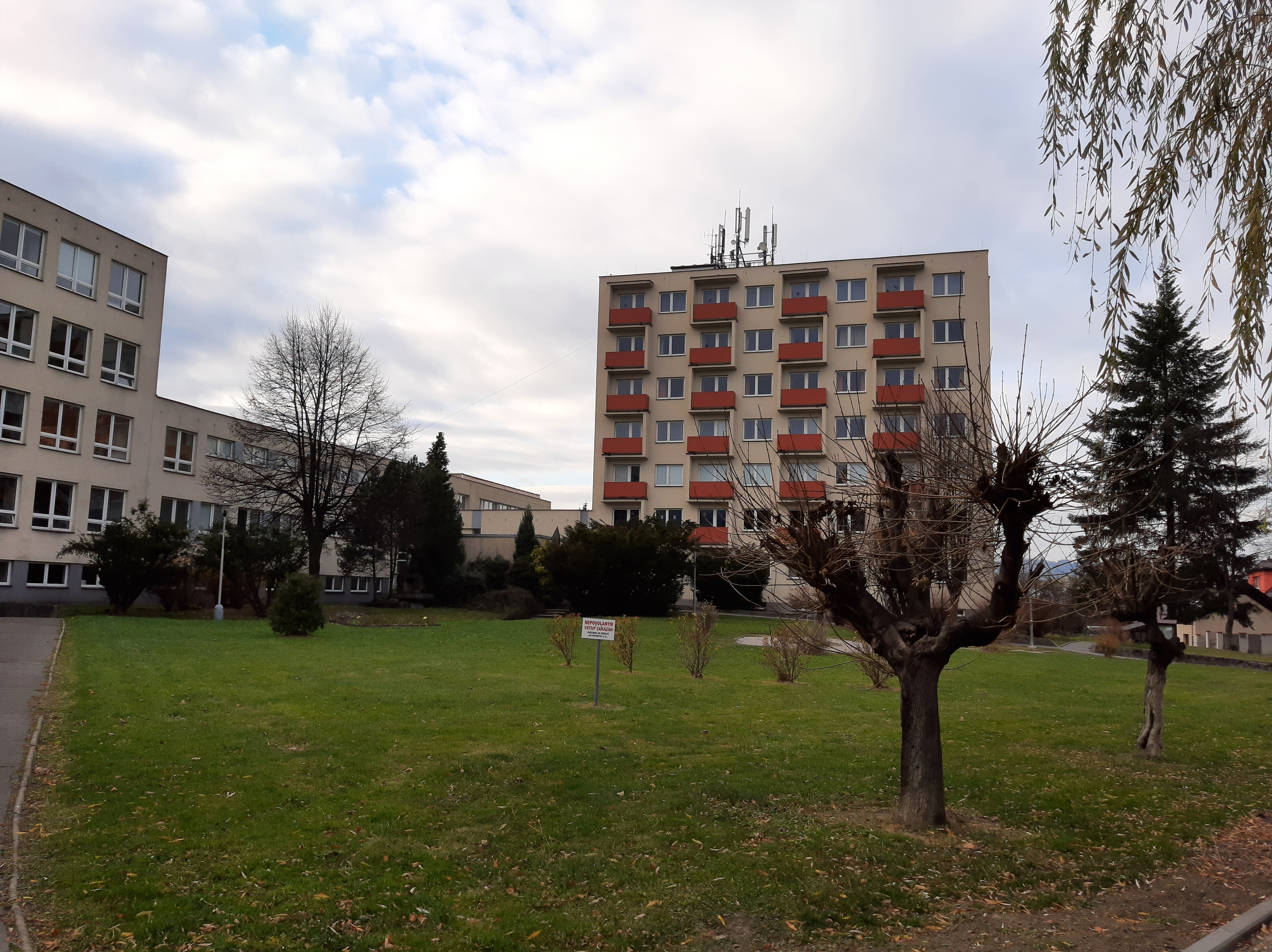
Internát
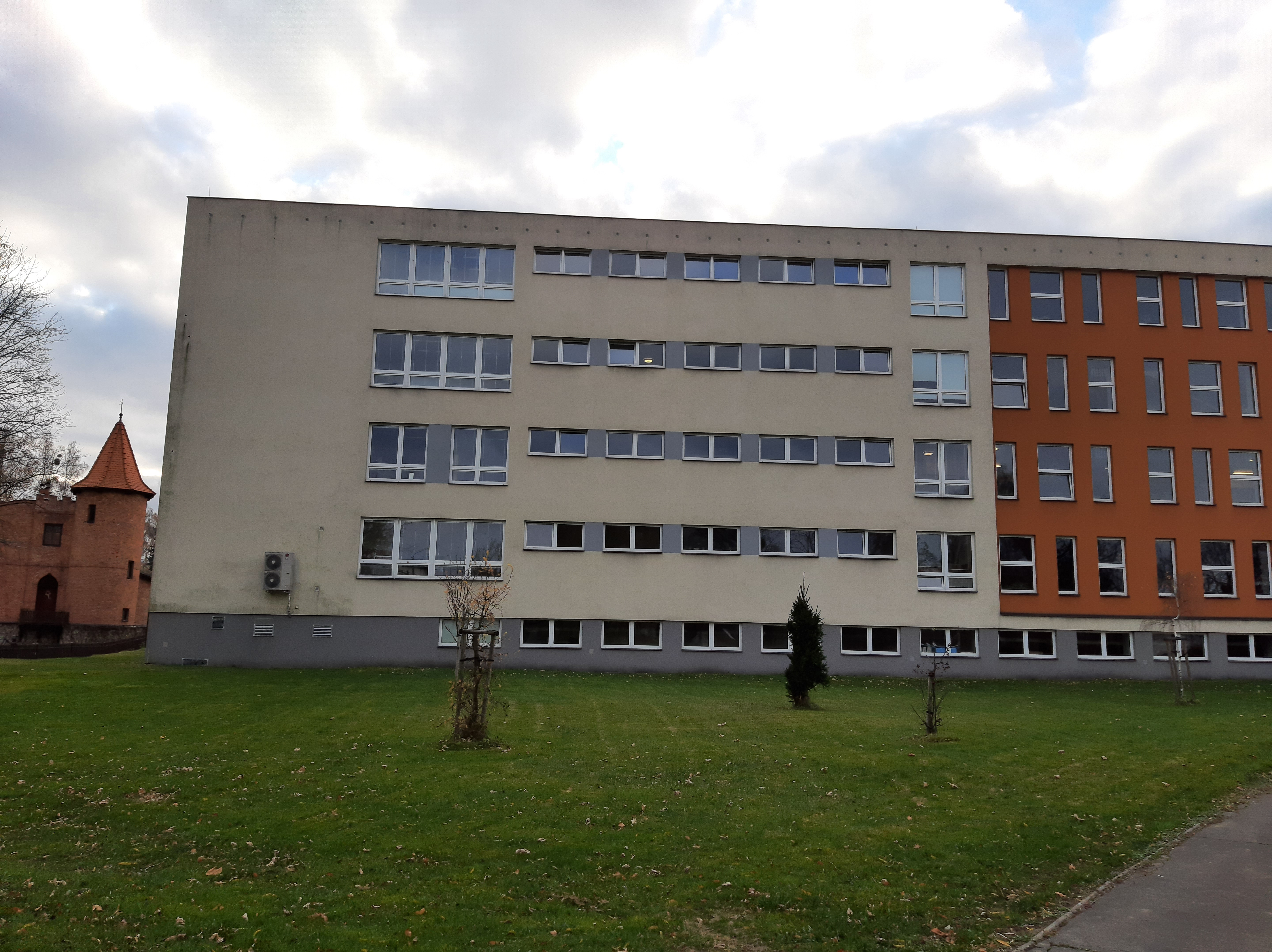
Budova s třídami
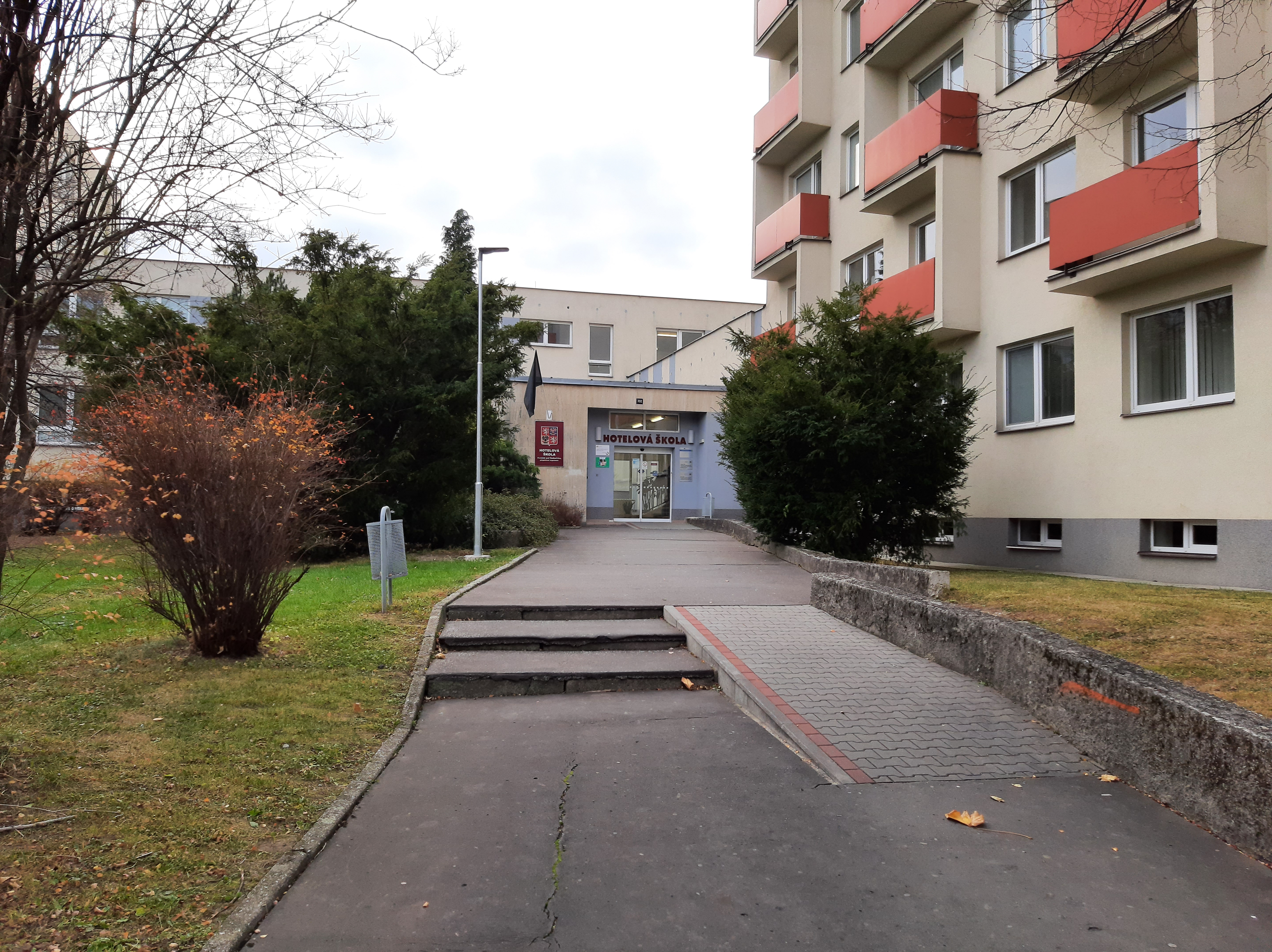
Vchod
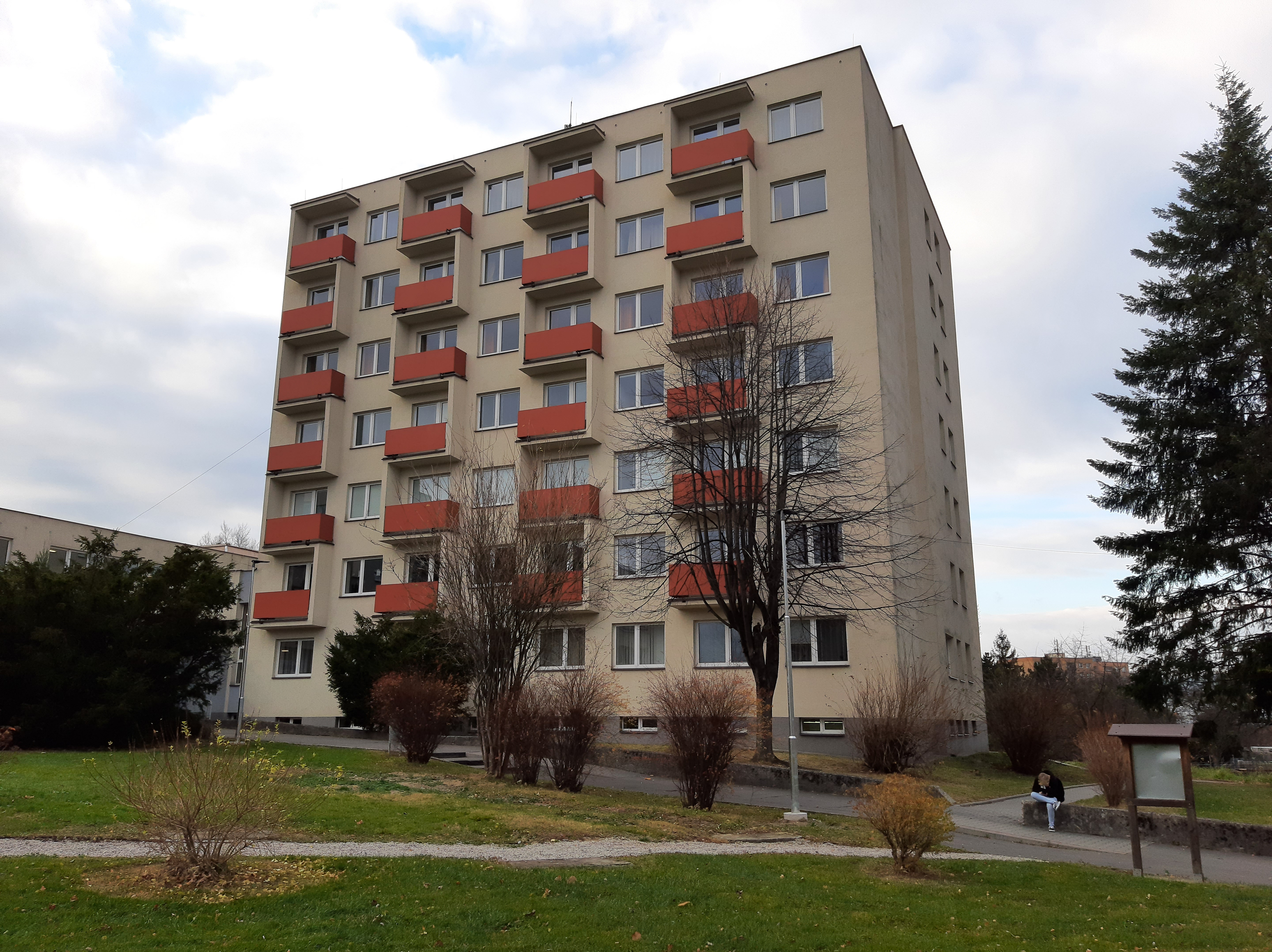
Internát
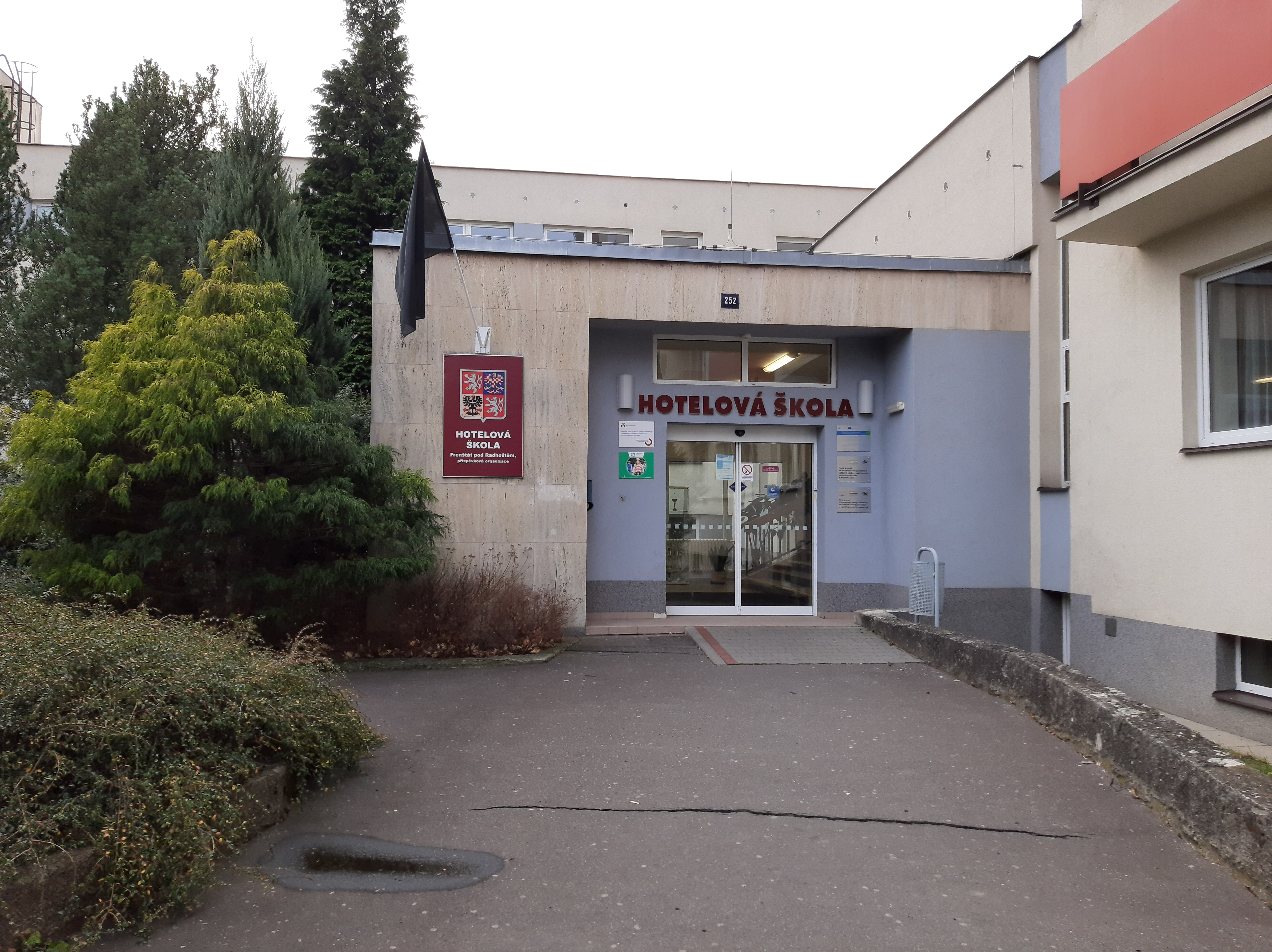
Vstup s černou vlajkou